# Пасько Володимир Феодосійович
Пасько Володимир Феодосійович (нар. 27 січня 1976, Вересоч) — український економіко-географ, кандидат географічних наук, доцент Київського національного університету імені Тараса Шевченка.

## Біографія
Народився 27 січня 1976 року в селі Вересоч Куликівського району Чернігівської області. Закінчив 1998 року географічний факультет Київського університету. У Київському університеті з 2002 року асистент, з 2005 року заступник декана з виховної роботи, з 2007 року доцент кафедри економічної та соціальної географії. Кандидатська дисертація написана під керівництвом професора Ярослава Богдановича Олійника «Територіальна організація земельно-ресурсного потенціалу Чернігівської області» захищена у 2003 році. Фахівець у галузі регіонального землекористування та регіональної економіки.

## Наукові праці
Сфера наукових досліджень: проблеми регіонального природокористування та регіональної політики України. Автор понад 30 наукових праць, у тому числі 2 монографій та 2 навчальних посібників. Основні праці:
- Суспільно-географічні основи регіонального природокористування: Монографія — К., 2006. (у співавторстві).
- Регіональна економіка: Навчальний посібник. — К., 2008.